# Conus leopardus
Espèce
Synonymes
- Lithoconus leopardus (Röding, 1798)

Conus leopardus est une espèce de mollusques gastéropodes marins de la famille des Conidae.

## Systématique
L'espèce Conus leopardus a été initialement décrite en 1798 par le naturaliste allemand Peter Friedrich Röding sous le protonyme de Cucullus leopardus.

## Synonymes
- Conus (Lithoconus) leopardus (Röding, 1798)[1]
- Conus millepunctatus var. aldrovandi Dautzenberg, 1937[1]
- Conus millepunctatus Lamarck, 1822[1]
- Conus pardus Link, 1807[1]
- Cucullus leopardus Röding, 1798[1]
- Lithoconus leopardus (Röding, 1798)[1]

## Répartition
Océan Indien et Pacifique occidental (Cebu).

## Description
Conus leopardus se caractérise par une coquille lourde atteignant au maximum 20 cm et présentant une spire plus ou moins basse. L'arête de l'épaulement est lisse avec un replat subconcave. On note aussi la présence d'un sillon anal et de taches noires sur l'ensemble de la coquille. La base est plus claire.

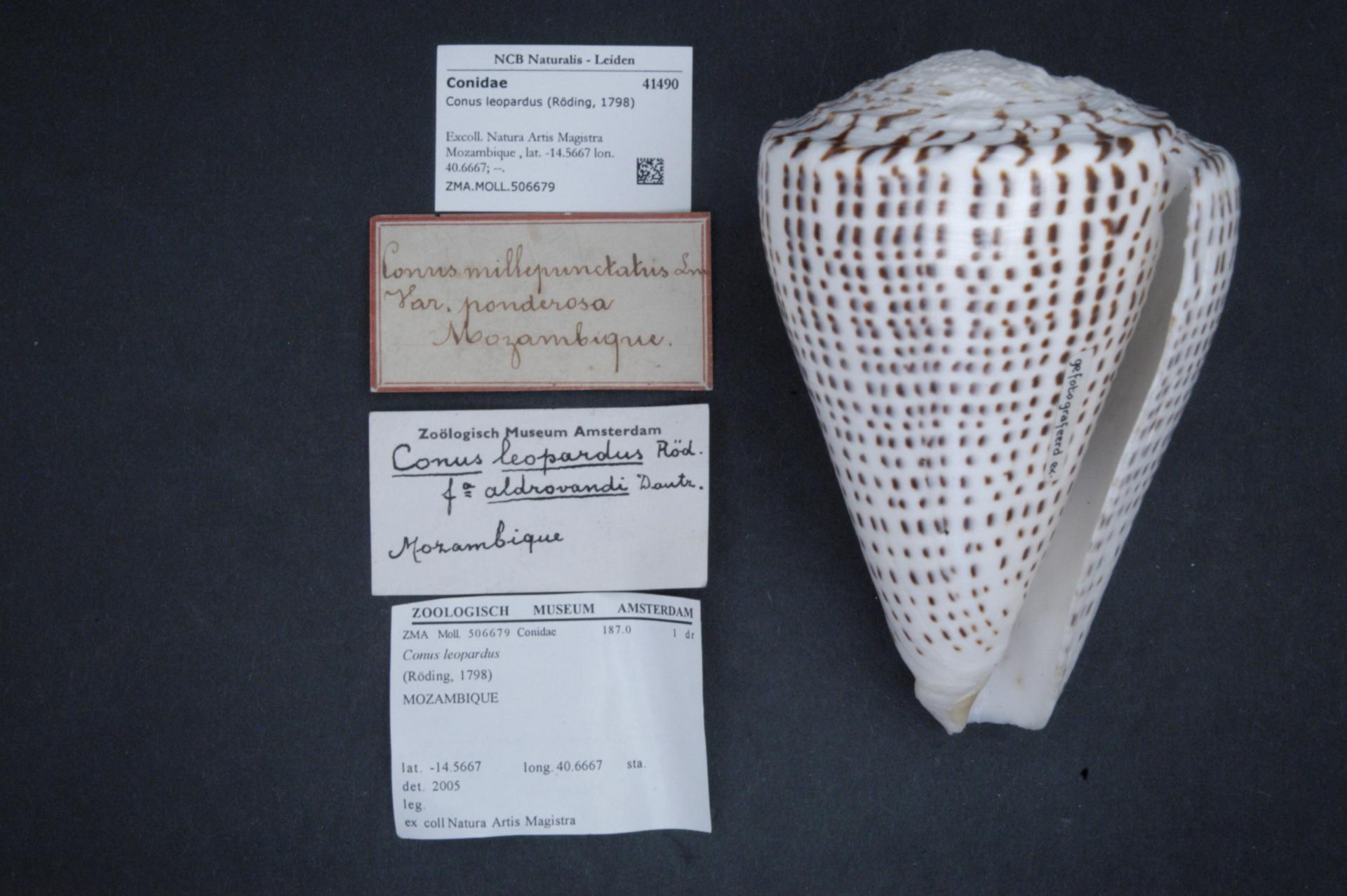
Conus leopardus, Centre de biodiversité Naturalis, Leyde, Pays-bas